# La Mule (film, 2018)
Ne doit pas être confondu avec La Mule (film, 2013) ou Les Vautours (film, 2018).
Pour les articles homonymes, voir Mule.
Pour plus de détails, voir Fiche technique et Distribution.
La Mule (The Mule) est un film américain réalisé par Clint Eastwood et sorti en 2018. Le réalisateur tient également le rôle principal, inspiré en partie de l'histoire de Leo Sharp.
Le film reçoit des critiques partagées. Si la performance de Clint Eastwood est globalement appréciée par la presse, il est parfois reproché au film le manque d'enjeux dramatiques. Le film est cependant un succès au box-office.

## Synopsis
Earl Stone est un paisible horticulteur âgé de plus de 80 ans, ancien combattant de la guerre de Corée. Endetté jusqu'au cou et sans perspective réelle d’emploi, il accepte un travail particulièrement facile et lucratif : celui de chauffeur. On lui demande seulement de transporter des sacs d'El Paso à l'Illinois au volant de son pick-up. Il découvre assez rapidement qu'il s'agit de drogue et qu'il travaille pour le compte d’un cartel mexicain : un go fast apaisé, pense-t-il. Mais alors que ses factures passent au rayon des mauvais souvenirs, le poids de son passé refait surface : aider la famille et les amis. Il ne peut s'empêcher de leur venir en aide en poursuivant cette activité. Mais il va falloir faire vite, car Colin Bates, agent de la Drug Enforcement Administration (DEA, agence fédérale américaine luttant contre le trafic de drogues), se met à traquer ce passeur efficace.

## Fiche technique
Sauf indication contraire, les informations mentionnées dans cette section peuvent être confirmées par la base de données cinématographiques IMDb,  présente dans la section « Liens externes ».
- Titre original : The Mule
- Titre français : La Mule
- Réalisateur : Clint Eastwood
- Scénario : Nick Schenk, d'après un article de Sam Dolnick dans The New York Times Magazine intitulé The Sinaloa Cartel's 90-Year-Old Drug Mule
- Direction artistique : Julien Pougnier
- Décors : Ronald R. Reiss
- Costumes : Matthew Jerome
- Photographie : Yves Bélanger
- Montage : Joel Cox
- Musique : Arturo Sandoval
- Production : Clint Eastwood, Dan Friedkin, Bradley Thomas, Tim Moore, Kristina Rivera et Jessica Meier
  - Producteurs délégués : Ruben Fleischer, Aaron L. Gilbert, Todd Hoffman et Jason Cloth
- Sociétés de production : Malpaso Productions et Imperative Entertainment (coproduction)
- Société de distribution : Warner Bros. (États-Unis, France)
- Pays d'origine :  États-Unis
- Langues originales : anglais, espagnol
- Budget : 50 millions de dollars[1]
- Format : couleur
- Genre : drame
- Durée : 116 minutes
- Dates de sortie :
  - États-Unis : 14 décembre 2018
  - Belgique : 23 janvier 2019
  - France : 23 janvier 2019

## Distribution
- Clint Eastwood (VF : Hervé Jolly ; VQ : Jean-Marie Moncelet) : Earl Stone, la mule
- Bradley Cooper (VF : Alexis Victor ; VQ : Marc-André Bélanger) : Colin Bates, agent de la DEA
- Laurence Fishburne (VF : Paul Borne ; VQ : Éric Gaudry) : Carl, agent spécial de la DEA
- Michael Peña (VF : Emmanuel Garijo ; VQ : Gabriel Lessard) : agent Trevino
- Dianne Wiest (VF : Françoise Pavy ; VQ : Claudine Chatel) : Mary, ex-femme d'Earl Stone
- Andy García (VF : Bernard Gabay ; VQ : Manuel Tadros) : Laton, chef du cartel
- Clifton Collins Jr. (VF : Benjamin Penamaria) : Gustavo
- Alison Eastwood : Iris, fille d'Earl Stone
- Jill Flint : Pam
- Ignacio Serricchio (VF : Enrique Carballido ; VQ : Louis-Philippe Dandenault) : Julio, membre du cartel qui supervise Earl Stone
- Taissa Farmiga (VF : Alexia Papineschi) : Ginny, petite-fille d'Earl Stone
- Noel Gugliemi : Bald Rob
- Manny Montana : Axl
- Robert LaSardo (VF : Olivier Peissel) : Emilio
- Katie Gill : Sarah
- Loren Dean (VF : Stéphane Pouplard) : l'agent Brown
- Victor Rasuk (VF : Franck Lorrain) : Rico
- Richard Herd : Tim Kennedy
- Austin Freeman : Mike
- Dylan Kussman : le Shérif
Version française
  - Société de doublage : Dubbing Brothers
  - Direction artistique : Barbara Tissier
  - Adaptation : Marion Bessay
- Sources doublages : VF[2],[3] / VQ[4]

## Production

### Genèse et développement
En 2014, l'agent spécial de la DEA Jeff Moore, qui avait arrêté Leo Sharp en 2011, est interviewé par The New York Times. Il en résulte un article, The Sinaloa Cartel's 90-Year-Old Drug Mule, écrit par Sam Dolnick. Imperative Entertainment en acquiert ensuite les droits. Ruben Fleischer est alors engagé pour produire et réaliser l'adaptation cinématographique de l'article,. En février 2015, Nick Schenk est engagé comme scénariste.
En février 2018, peu de temps avant la sortie de son film Le 15 h 17 pour Paris, il est annoncé que Clint Eastwood projette de réaliser un film intitulé The Mule, en plus de tenir le rôle principal. Le scénario s'inspire d'un article de presse paru dans The New York Times Magazine relatant la vie de Leo Sharp, un ancien combattant ayant travaillé pour le cartel de Sinaloa.

### Attribution des rôles
Clint Eastwood apparaît ici pour la première fois devant la caméra depuis Une nouvelle chance (2012). Il dirige à nouveau Bradley Cooper, après American Sniper (2014). Laurence Fishburne était quant à lui présent dans Mystic River (2003). Alison Eastwood, fille du réalisateur, est quant à elle apparue dans beaucoup de ses films : Bronco Billy (1980), Les Pleins Pouvoirs (1997) et Minuit dans le jardin du bien et du mal (1997). Enfin, Michael Peña avait déjà joué dans Million Dollar Baby (2004).
Andy García a avoué qu'il aurait accepté n'importe quel rôle pour tourner sous la direction de Clint Eastwood.

### Tournage
Le tournage débute le 4 juin 2018 en Géorgie (à Augusta et Atlanta) jusqu'au 17 juillet et se poursuit au Nouveau-Mexique (à Las Cruces).

### Musique
Clint Eastwood ne compose pas lui-même la musique du film. Il fait alors appel au musicen de jazz cubain Arturo Sandoval. Ils retravailleront ensemble sur le film suivant de l'acteur-réalisateur, Le Cas Richard Jewell (2019).

### Dédicace
Le générique de fin se clôt par la dédicace suivante : « For Pierre and Richard ». Il semble qu'aucun critique n'ait encore identifié les hommes désignés par ces prénoms.

## Accueil

### Critiques
Aux États-Unis, le film reçoit des critiques majoritairement positives. Sur le site agrégateur Rotten Tomatoes, il obtient 70 % d'opinions favorables pour 166 critiques et une note moyenne de 6,2⁄10. Sur Metacritic, il décroche une moyenne de 58⁄100 pour 37 critiques.
En France, la presse est également élogieuse. Le Monde met en avant « la forme impressionnante de l'auteur-interprète [qui] l’autorise à aller bien au-delà du programme annoncé par le scénario ».
Télérama s'enthousiasme pour ce « road movie truculent et mélancolique ».
Pour Première, le film marque le retour en forme d'Eastwood : « Clint is back. »

### Box-office
| Pays ou région    | Box-office        | Date d'arrêt du box-office | Nombre de semaines |
| ----------------- | ----------------- | -------------------------- | ------------------ |
| États-Unis Canada | 103 804 407 $     | 14 mars 2019               | 13                 |
| France            | 1 849 004 entrées | 30 avril 2019              | 14                 |
| Total mondial     | 174 804 407 $     | 3 septembre 2019           | 18                 |

## La véritable histoire de Leo Sharp
La Mule est ainsi inspiré d'un authentique fait divers. En effet, le scénario du film est basé sur l'histoire de Leo Sharp, un vétéran de la Seconde Guerre mondiale devenu horticulteur réputé. À la suite de la faillite de son entreprise et de la saisie de son exploitation, Leo Sharp, ruiné, se vit proposer par une connaissance de devenir passeur de drogues pour le compte du cartel de Sinaloa alors qu'il approchait de ses 90 ans ! À bord de son pick-up, le vieillard fit passer d'énormes quantités de cocaïne entre les États-Unis et le Mexique, au point de devenir la « mule » la plus prolifique du cartel. La DEA, l'agence américaine de lutte antidrogues, le traqua pendant de longs mois sans parvenir à l'identifier en raison de son profil totalement atypique de sympathique et inoffensif grand-père n'ayant jamais eu le moindre PV de toute sa vie. Leo Sharp fut finalement arrêté en octobre 2011 par les hommes de l'agent spécial Jeff Moore, avec 107 kilos de drogue dans son véhicule. Condamné à trois ans de prison, il fut libéré au bout d'un an en raison de son état de santé déclinant dû à son âge avancé, et mourut un an après sa libération, à l'âge de 92 ans.
Dans le film, les noms des personnages, ainsi que les dates et les lieux, ont été changés. Leo Sharp (interprété par Clint Eastwood) est rebaptisé Earl Stone, et n'est plus un ancien combattant de la Seconde Guerre mondiale mais de la guerre de Corée, l'agent Jeff Moore (joué par Bradley Cooper) devient l'agent Colin Bates et Joaquin Guzman (joué par Andy Garcia) s'appelle désormais Laton. En revanche, le surnom donné au personnage d'Eastwood dans le film par le Cartel, à savoir Tata (ce qui veut dire « papy » en espagnol), est bien celui de Leo Sharp. Sur grand écran, l'histoire se déroule à Chicago, et non pas à Détroit comme dans la réalité.

### Article annexe
- Psychotrope au cinéma et à la télévision